# Hymenophyllum herzogii
Hymenophyllum herzogii är en hinnbräkenväxtart som beskrevs av Eduard Rosenstock. Hymenophyllum herzogii ingår i släktet Hymenophyllum och familjen Hymenophyllaceae. Inga underarter finns listade.